# Hélène Grimaud
Pour les articles homonymes, voir Grimaud.
Hélène Grimaud, née à Aix-en-Provence le 7 novembre 1969, est une pianiste française, également écrivaine et passionnée d'éthologie.

## Biographie

### Enfance et formation
Hélène Grimaud est née à Aix-en-Provence. Selon ses déclarations, du côté maternel, elle serait issue de Juifs berbères établis en Corse et, du côté paternel, serait descendante de Juifs algériens,. D'autres sources affirment que les ancêtres paternels d'Hélène Grimaud étaient originaires de Trets, en Provence,.
Hélène Grimaud découvre la musique et le piano à l'âge de sept ans, avec les heures d'initiation à la musique de Marie-Françoise Tarrit. Celle-ci convainc ses parents de la confier à Jacqueline Courtin, qui la prépare au conservatoire d'Aix-en-Provence. À onze ans, elle est présentée à Pierre Barbizet, qui la prend comme élève et avec lequel elle poursuit ses études musicales au conservatoire de Marseille. Pierre Barbizet restera sa référence, son « maître ».
À treize ans, elle est reçue première à l'unanimité au Conservatoire national supérieur de musique de Paris et entre dans la classe de Jacques Rouvier. Elle a pour condisciples, de deux ou trois ans plus âgés qu'elle : Marie-Josèphe Jude, Claire Désert, Éric Le Sage… À quatorze ans, elle donne son premier concert à Aix-en-Provence, avec l'orchestre du conservatoire, pour jouer le Deuxième concerto de Chopin.
À quinze ans, Hélène Grimaud obtient le premier prix de piano. La même année, elle enregistre la Sonate no 2 et les Études-tableaux de Rachmaninov, qui lui valent le Grand Prix du Disque de l'Académie Charles-Cros. Elle poursuit durant deux années des études de troisième cycle, durant lesquelles elle bénéficie des masterclasses de György Sándor et Leon Fleisher.
En 1987, Hélène Grimaud joue ses premiers concerts en dehors du conservatoire. Elle participe au Midem de Cannes, au festival de piano de La Roque-d'Anthéron, où elle est remarquée par Jorge Bolet. Celui-ci confiera au journaliste Alain Lompech, qui en rend compte dans Le Monde : « Hélène Grimaud ? Je n'ai pas rencontré un talent aussi extraordinaire depuis longtemps ». Suivent ses rencontres avec Jacques Thelen, qui devient son agent, René Martin, directeur du Festival de La Roque-d'Anthéron, et Pierre Vozlinsky, directeur artistique de l'Orchestre de Paris, puis son audition par Daniel Barenboim, chef de l'Orchestre de Paris, qui l'invite à donner des concerts avec son orchestre.

### Carrière

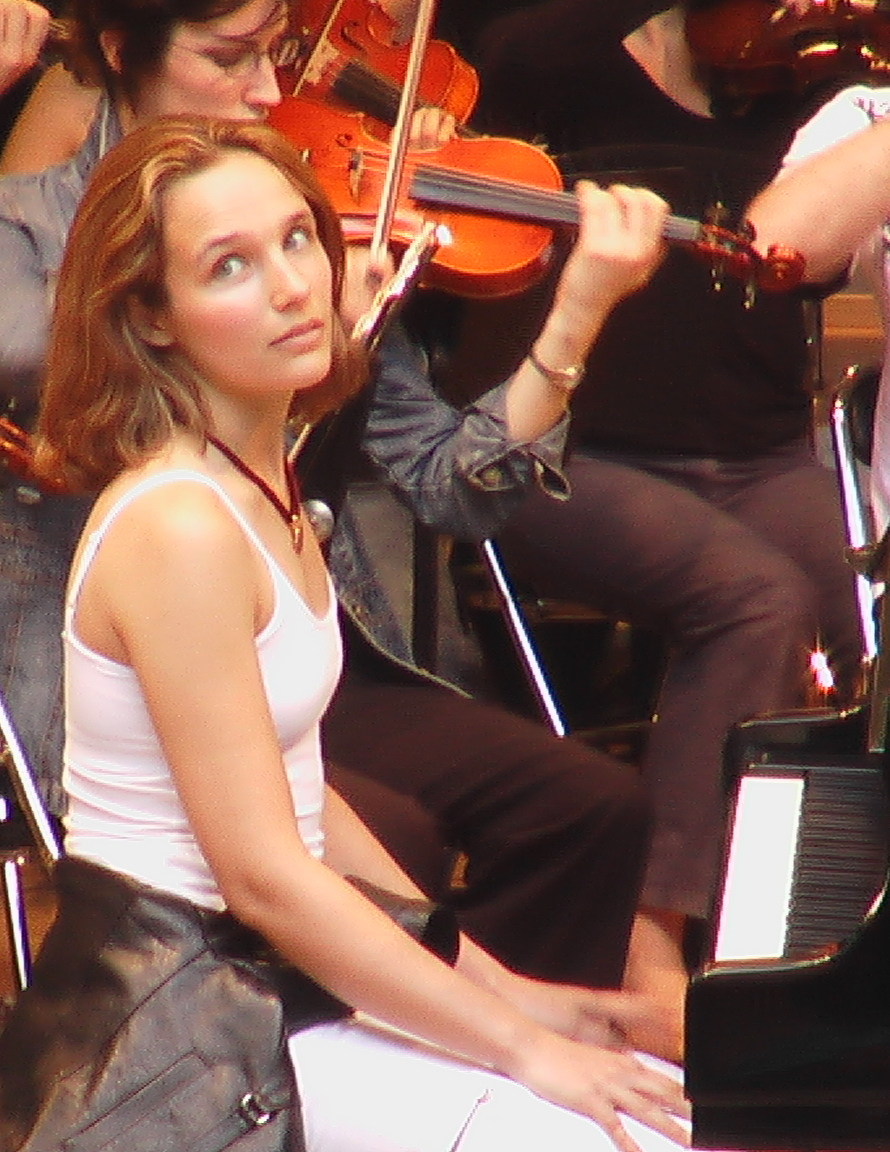
En répétition au festival de La Roque-d'Anthéron, 2004.

Hélène Grimaud donne son premier récital en soliste à Tokyo, puis à Paris. En 1990, elle joue à Cleveland. Après quoi, elle entreprend une longue tournée aux États-Unis, de Washington à la Floride, où elle s'installe, en passant par Los Angeles, San Francisco, Seattle, Baltimore, New York où elle donne un premier récital au Metropolitan.
En 2003, elle interprète à Londres le Lamentate d'Arvo Pärt.
En 2004, elle reçoit une Victoire d'honneur lors des Victoires de la musique classique.
En 2005, elle est lauréate du prestigieux ECHO Preis comme Soliste instrumental de l'année.
Parmi ses partenaires de musique de chambre, on dénombre Martha Argerich, Dmitri Bashkirov, Gidon Kremer, Shlomo Mintz, Gil Shaham, Paul Meyer, Mischa Maisky, Truls Mørk, Christine Schäfer, Lisa Batiashvili, Thomas Quasthoff, Sol Gabetta, Gautier Capuçon et Renaud Capuçon.
Hélène Grimaud se produit avec les plus grandes formations, dont l'orchestre philharmonique de Radio-France, l'orchestre philharmonique de Berlin, l'orchestre du Concertgebouw d'Amsterdam, l'orchestre philharmonique de Saint-Pétersbourg, l'orchestre de Paris, l'orchestre symphonique de San Francisco, l'orchestre symphonique de Chicago, l'orchestre symphonique de Toronto, l'orchestre symphonique de Vienne, l'orchestre symphonique de Baltimore, l'orchestre symphonique de Bamberg, l'orchestre de Philadelphie, l'orchestre de Cleveland, l'orchestre du Festival de Lucerne, l'orchestre Métropolitain de Montréal, sous la direction de chefs tels que Claudio Abbado, Myung-Whun Chung, Vladimir Ashkenazy, Pierre Boulez, Riccardo Chailly, Charles Dutoit, Bernard Haitink, Christoph Eschenbach, Valery Gergiev, Michael Gielen, Paavo Järvi, Kurt Masur, Esa Pekka Salonen, Kurt Sanderling, Jukka-Pekka Saraste, Iouri Temirkanov, Michael Tilson Thomas, David Zinman, Yannick Nézet-Séguin.
En 2024, elle se produit aux Rencontres musicales d'Évian.

### Engagement
En 1991, à peine âgée de 21 ans, lorsqu'elle s'établit à Tallahassee en Floride, elle fait la rencontre d'un vétéran du Vietnam solitaire qui élève une louve dont elle hérite à la mort du vieil homme. Elle se passionne alors pour ces animaux, étudie leurs mœurs et leurs comportements et décide de créer une fondation et un parc consacrés à leur étude et à leur réhabilitation. Elle décroche un diplôme d'éthologie, indispensable pour ouvrir un tel centre.
Au printemps 1997, elle cofonde avec le photographe J. Henry Fair le Wolf Conservation Center à South Salem, dans l'État de New York : une organisation privée, à but non lucratif, visant à étudier et promouvoir la sauvegarde du loup. Hélène Grimaud devient ainsi correspondante de plusieurs organisations scientifiques et œuvre pour la réintroduction du loup dans son milieu naturel. Cette même année, elle déménage pour s'installer dans le comté de Westchester, au nord de New York.

### Vie privée
En 2006, elle quitte les États-Unis pour vivre à Berlin.
Compagne du photographe allemand Mat Hennek, elle a adopté ses deux enfants.
Elle réside actuellement à Santa Ynez en Californie.
Hélène Grimaud est sujette à la synesthésie, phénomène neurologique par lequel deux sens physiques sont associés, dans son cas la musique et les couleurs.
Elle a survécu à un cancer de l'estomac.

## Distinctions
- Chevalier de l'ordre national du Mérite (décret du 16 mai 2008)[10].
- Chevalier de la Légion d'honneur (décret du 3 avril 2015)[11].
- Commandeur de l'ordre des Arts et des Lettres (2022)[12] ; chevalière en 2002

## Discographie
Hélène Grimaud a réalisé des enregistrements successivement pour les labels Denon (disques réédités par Brilliant Classics), Erato et Teldec (Warner), Sony Classical et Deutsche Grammophon depuis 2003.
- 1986 : Rachmaninov, Sonate pour piano no 2 et Études-Tableaux (Denon / Brilliant Classics)
- 1987 : Chopin, Ballade no 1 ; Franz Liszt, Après une lecture du Dante ; Robert Schumann, Sonate pour piano (Denon / Brilliant Classics)
- 1989 : Schumann, Kreisleriana ; Johannes Brahms, Sonate pour piano no 2 (Denon / Brilliant Classics)
- 1992 :  Brahms, Sonate pour piano nos 3 et 6 pièces pour piano (Denon / Brilliant Classics)
- 1993 : Rachmaninov, Concerto pour piano no 2 ; Maurice Ravel, Concerto pour piano, avec le Royal Philharmonic Orchestra et Jesus Lopez-Cobos (Denon / Brilliant Classics)
- 1995 : Schumann, Concerto pour piano ; Richard Strauss, Burleske, avec le Deutsches Symphonie-Orchester Berlin, sous la direction de David Zinman (Erato/Warner)
- 1996 : Brahms, Pièces pour piano op. 116-119 (Erato/Warner)
- 1997 : Gershwin, Maurice Ravel, Concertos pour piano, avec le Baltimore Symphony Orchestra, sous la direction de David Zinman (Erato/Warner)
- 1998 : Brahms, Concerto pour piano no 1, avec la Staatskapelle de Berlin, sous la direction de Kurt Sanderling (Erato/Warner)
- 1999 : Beethoven, Concerto pour piano no 4, sous la direction de Kurt Masur ; Sonates pour piano no 30, op. 109 et no 31, op. 110 (Teldec)
- 2001 : Rachmaninov, Concerto pour piano no 2, avec le Philharmonia Orchestra sous la direction de Vladimir Ashkenazy ; Variations sur un thème de Corelli (Teldec)
- 2003 : Credo, Œuvres de John Corigliano, Ludwig van Beethoven, Arvo Pärt, sous la direction d'Esa-Pekka Salonen (son premier disque pour le label DG)
- 2005 : Chopin, Sonate pour piano no 2 ; Sergueï Rachmaninov, Sonate pour piano no 2 (DG)
- 2005 : Bartok, Concerto pour piano no 3, sous la direction de Pierre Boulez (DG)
- 2005 : Réflexion, Œuvres de Robert Schumann, Clara Schumann et Johannes Brahms, avec Truls Mørk et Anne-Sofie Von Otter (DG)
- 2007 : Beethoven, Concerto pour piano no 5 « l'Empereur », sous la direction de Vladimir Jurowski ; Sonate pour piano no 28, op. 101 (DG)
- 2008 : Bach, Extraits du Clavier bien tempéré ; Concerto pour piano no 1 en ré mineur, dirigé du piano avec la Deutsche Kammerphilharmonie de Brême ; transcriptions par Busoni, Liszt et Rachmaninov (DG)
- 2010 : Résonances, Œuvres de Wolfgang Amadeus Mozart, Franz Liszt, Alban Berg et Béla Bartók (DG)
- 2011 : Mozart, Concertos pour piano no 19 et no 23 (DG)
- 2012 : Duo, Œuvres de Robert Schumann, Johannes Brahms, Claude Debussy, Dmitri Chostakovitch, avec Sol Gabetta (DG)
- 2013 : Schumann, Dichterliebe et Fantasiestücke, avec Jan Vogler (Sony)
- 2013 : Brahms, Concertos pour piano nos 1 et 2, orchestre symphonique de la radio bavaroise (concerto no 1), orchestre philharmonique de Vienne (concerto no 2), sous la direction d'Andris Nelsons (DG)
- 2016 : Water (DG)
- 2017 : Perspectives (DG)
- 2018 : Memory (DG)
- 2020 : The Messenger (DG), album concept, dialogue pianistique entre Mozart et le compositeur ukrainien contemporain Valentin Silvestrov.

### Concerts filmés
- Russian Night : Rachmaninov - concerto pour piano no 2, Tchaïkovski - La Tempête, Stravinsky - L'Oiseau de feu. Claudio Abbado, Lucerne festival orchestra, Hélène Grimaud. 1 DVD, 80 minutes, 26 octobre 2009.
- Vladimir Jurowski / Hélène Grimaud: Richard Strauss (Metamorphosen et Le Bourgeois Gentilhomme) et Maurice Ravel (Concerto pour piano en sol majeur), concert enregistré à la Cité de la Musique le 24 janvier 2009. Ed. Idéale Audience.
- « Hélène Grimaud Piano Recital » : Bach (Chacone transcrite par Busoni), Beethoven (Sonate no 31), Brahms (Sonate no 3), Rachmaninov (deux extraits des Etudes-Tableaux, donnés en bis). Enregistré en public à la Kammermusiksaal du Philharmonique de Berlin. Ed. KULTUR 2001.
- Documentaire de Holger Preuße et Philipp Quiring (Allemagne 2022 - Arte) Les grands moments de la musique : le 11 septembre 2001 Hélène Grimaud à Londres: (concert au Royal Albert Hall) Hélène Grimaud débute au festival de musique documentaire BBC Proms. Elle joue avec l'Orchestre de Paris. Hélène, New Yorkaise, apprend, après la répétition du matin, les nouvelles des attentats à New York. Avec Christoph Eschenbach le chef d'orchestre et le directeur du festival, elle décide de maintenir le concert, interprétant en particulier le bouleversant Concerto n°4 de Beethoven.

## Œuvres littéraires
Hélène Grimaud est l'auteure de quatre livres :
- Variations sauvages, Robert Laffont, 2003  (ISBN 2266145487) : une œuvre largement autobiographique, où l'artiste se décrit enfant, puis adolescente et jeune adulte, insoumise, dans un monde où on ne cesse de vouloir lui imposer des règles dont elle rejette les finalités. Traduit dans une dizaine de langues, le livre est salué à sa sortie par Bernard Pivot dans le Journal du dimanche : « Une passionnante autobiographie, beaucoup plus romanesque que la plupart des romans de l'année » ;
- Leçons particulières, Robert Laffont, 2005  (ISBN 2221103955) : l'ouvrage a une dimension plus philosophique et poétique. Hélène Grimaud s'interroge sur le sens de sa vie : l'enchaînement des concerts, la multiplication des déplacements, la recherche de la perfection, le temps qui lui échappe. Elle se pose des questions sur l'existence, la musique ou la quête du bonheur, à travers des apologues marqués par la rencontre d'êtres mystérieux. Dans Le Point, André Tubeuf évoque « Une vraie histoire et un beau livre avec, par endroits, des fulgurations d'écriture et d'images. » ;
- Retour à Salem, Albin Michel, 2013  (ISBN 9782226252081).
- Renaître, Albin Michel, 2023  (ISBN 9782226452580).

Hélène Grimaud a également préfacé plusieurs ouvrages :
- Shaun Ellis et Monty Sloan, Le Loup, sauvage et fascinant, Michel Lafon, 2006  (ISBN 2749905389) ;
- Stéphane Barsacq, Johannes Brahms, Actes Sud, 2008  (ISBN 9782742778348) ;
- Alfred Cortot, Aspects de Chopin, Albin Michel, 2010  (ISBN 9782226195906).